# Jenkinsella
Jenkinsella es un género de foraminífero planctónico de la familia Globorotaliidae, de la superfamilia Globorotalioidea, del suborden Globigerinina y del orden Globigerinida. Su especie tipo es Globorotalia siakensis. Su rango cronoestratigráfico abarca desde el Rupeliense superior (Oligoceno medio) hasta el Serravalliense (Mioceno medio).

## Descripción
Jenkinsella incluye especies con conchas trocoespiraladas, de forma globular; sus cámaras son globulares a subglobulares, y trapezoidales en el lado espiral; sus suturas intercamerales son incididas y rectas en el lado umbilical, y ligeramente incididas y rectas en el lado umbilical; su contorno ecuatorial es lobulado; su periferia es redondeada; su ombligo es estrecho y profundo; su abertura principal es interiomarginal, umbilical-extraumbilical, con forma de arco bajo, amplio y asimétrico y rodeada por un labio grueso; presentan pared calcítica hialina, fuertemente perforada, con poros en copa y crestas interporales, y superficie fuertemente reticulada.

## Discusión
Clasificaciones posteriores han incluido Jenkinsella en la superfamilia Globigerinoidea. Las especies de Jenkinsella han sido incluidas tradicionalmente en el género Globorotalia, o bien consideradas un subgénero de este: Globorotalia (Jenkinsella). Algunos autores consideran a Jenkinsella un sinónimo subjetivo posterior de Paragloborotalia.

## Paleoecología
Jenkinsella incluye foraminíferos con un modo de vida planctónico, de distribución latitudinal tropical a templada, preferentemente tropical-subtropical, y habitantes pelágicos de aguas profundas (medio mesopelágico inferior a batipelágico superior).

## Clasificación
Jenkinsella incluye a las siguientes especies:
- Jenkinsella acrostoma †, también considerada como Paragloborotalia acrostoma
- Jenkinsella bella †
- Jenkinsella mayeri †, también considerada como Paragloborotalia mayeri
- Jenkinsella semivera †, también considerada como Paragloborotalia semivera
- Jenkinsella siakensis †

Otras especies consideradas Jenkinsella son:
- Jenkinsella oliveri †
- Jenkinsella opima †, aceptada como Paragloborotalia opima
- Jenkinsella partimlabiata †
- Jenkinsella pseudocontinuosa †
- Jenkinsella transsylvanica †